# DeMarcus Nelson
DeMarcus De'Juan Nelson, né le 2 novembre 1985 à Oakland en Californie, est un joueur américain de basket-ball. Il mesure 1,93 m.

## Biographie
DeMarcus Nelson, né d'un père pasteur et d'une mère coiffeuse-styliste, a parfait son éducation, en particulier le basket-ball, aux lycées de Vallejo (Oakland, Californie) durant trois ans et Sheldon (Sacramento, Californie) pendant une année. Il détient le record de points marqués (3 462 points) par un lycéen de Californie au cours de son cursus. Il rejoint ensuite les Blue Devils de l'université Duke (NCAA) avec laquelle il dispute 124 rencontres de championnat en 4 saisons. Lors de sa dernière saison (2007-2008), il est le capitaine de l'équipe.
Non sélectionné à l'issue de la draft 2008, il rejoint cependant l'équipe des Warriors de Golden State et est le premier joueur rookie non drafté à disputer une rencontre d'ouverture du championnat NBA. Le 14 novembre, ses dirigeants l'envoient se parfaire en ligue mineure de développement D-League auprès de l'équipe des Bakersfield Jam où il dispute 9 rencontres. Les Warriors le rappellent le 16 décembre 2008, mais doit quitter de nouveau l'équipe le 6 janvier 2009 et laisser sa place dans l'effectif au profit de Jermareo Davidson, après avoir participé à 13 rencontres.
Nelson rejoint alors la ligue adriatique et le club du KK Zagreb en janvier 2009 mais n'y dispute qu'un seul match. En mars 2009, Nelson revient en D-League comme joueur des Toros d'Austin avec lesquels il dispute 11 rencontres. Le 9 avril, l'équipe des Bulls de Chicago fait venir DeMarcus Nelson au sein de son effectif avant de le libérer au 30 juillet 2009 sans avoir joué.
Le 29 août 2009, il est signé par Air Avellino (LegA) en Italie et joue 28 rencontres lors de la saison.
Le 23 août 2010, le club de Cholet Basket (Pro A) annonce sa signature pour une saison. En 2011, il part pour le BC Donetsk en Ukraine rejoindre son coéquipier à Cholet Vule Avdalović. Il revient finalement à Cholet en novembre 2011.
En septembre 2012, il quitte la Pro A et le Cholet Basket pour rejoindre l'Étoile rouge de Belgrade où il devient le premier américain à jouer,.
Nelson est nommé meilleur joueur de la 4e journée de saison régulière de l'Euroligue 2013-2014 avec 22 points (à 8 sur 10 au tir), 7 rebonds et 2 passes décisives pour une évaluation de 31 dans une victoire de l'Étoile rouge face au Saski Baskonia. Nelson est nommé dans le meilleur cinq de la Ligue adriatique pour la saison 2013-2014 avec son coéquipier Boban Marjanović, Dario Šarić du Cibona Zagreb, Bogdan Bogdanović et Joffrey Lauvergne du Partizan Belgrade. Sur la saison régulière, il marque en moyenne 9,7 points et fait 3,3 passes décisives.
En décembre 2015, le meneur titulaire de l'Unicaja Málaga, Stefan Marković se blesse à la jambe et est indisponible pendant 3 mois. Málaga embauche alors Nelson pour le remplacer, avec un contrat jusqu'à la fin de la saison,.
Le 15 octobre 2016, il signe à l'ASVEL Lyon-Villeurbanne Il remporte le titre de champion de France avec le club rhodanien en 2019 en étant MVP des finales.
En septembre 2019, Nelson rejoint pour une saison le Bayern Munich.
Nelson s'engage avec le Limoges CSP en janvier 2020 et en juillet 2020, il signe un contrat de deux saisons avec le club limougeaud. Il quitte le club fin novembre 2020.

## Palmarès et distinctions
- 2019 : Champion de France avec l'ASVEL
- 2019 : MVP des finales de Jeep Élite
- 2008 : sélectionné dans le premier "meilleur 5" de la conférence ACC
- 2008 : élu meilleur défenseur de la conférence ACC
- 2007 : reçoit la mention honorable de la part de la Atlantic Coast Sports Media Association pour la conférence ACC[14]
- 2004-2005 : sélectionné dans le meilleur 5 débutant (freshman) de la conférence ACC[15]
- 2004 : sélectionné dans l'équipe Mc Donald's All-American
- 2004 : élu "M. Basketball Californie"[16]
- 2003 : élu meilleur arrière des lycées de l'État de Californie[15]